# Mwasumbia
Mwasumbia là chi thực vật có hoa trong họ Annonaceae.

## Các loài
- Mwasumbia alba Couvreur & D.M.Johnson, 2009: Tanzania.